# Иогансон, Игорь Андреевич
И́горь Андре́евич Иогансо́н (род. 14 января 1937, Москва) — российский скульптор, художник, литератор.

## Биография
Игорь Иогансон родился в Москве в семье художника Андрея Иогансона. Внук Бориса Владимировича Иогансона.
В 1962 году окончил Московский государственный художественный институт им. В. И. Сурикова (факультет скульптуры).
Член Московского Союза Художников (секция скульптуры).
С 1966 года активно принимает участие в выставочной деятельности. Автор множества персональных выставок.
Работает в области станковой и монументальной скульптуры, ленд-арта, авторской поэтической книги и визуальной поэзии.
C 1993 — член Союза Литераторов России.

## Творчество
В 1970-х и 1980-х создал серию мифологических образов — «Плывущая Европа», «Афина Паллада», «Зефир». Много работает над скульптурными портретами,  нередко сочетая в одном произведении разные материалы – дерево, мрамор, бронзовое литье.
Занимается монументальными проектами, делает памятники, мемориалы и памятные доски, которые стали органической частью архитектуры и городского ландшафта: бюст М. Ломоносова, МГУ; мемориальные доски Б. В. Иогансону,  поэту Д. Самойлову; надгробные памятники географу академику Н. Н. Баранскому (Новодевичье кладбище), писателю Ю. Даниэлю (Ваганьковское кладбище), альпинисту В. М. Абалакову (Кунцевское кладбище), а также декоративные работы: решетки для филиала Малого театра (премия МОСХа), рельеф для Физкультурного центра, а также рельеф для Узла связи (г. Истра), рельеф для дворца пионеров (г. Саранск, премия МОСХа),  памятник погибшим (Рязанцево, Ярославской области), рельеф для Аптекоуправления (Переславль-Залесский.
В 1994 году в собственной мастерской на Ленинградском проспекте основал вместе с Игорем Даниловым (1948—1994) и Мариной Перчихиной (1956—2014) нонпрофитную галерею современного искусства «Spider & Mouse» (с 2002 года — арт-пространство «Spider & Mouse»).
С начала 1990-х годов представляет на выставках работы смешанных жанров, объединяющие перформанс, скульптуру и поэзию. («Первопечатная машина. Зеркало любви», 1998;  «Вне строк», 2001).
Экспериментирует с материалами, использует в своих проектах старые столы, ящики, доски, дранку, жестяные таблички. Его интересует в равной степени древнее искусство и производные органического мира, — кости, аммониты, раковины, окаменелости («Жизнь среди камней», 1997;  «Похороны Богини», 1996).
Занимается кинетической скульптурой («Подул ветерок», 1997), однако свои работы называет книгой и книге, как визуальному объекту, посвящено творчество следующих десятилетий, где почти сакральную ценность приобретает отдельная фраза, слово и даже буква (серия «Деревянные книги»; «Рефрены и отголоски. Визуальная поэзия», 2011)
В начале 2000-х годов в соавторстве с  Мариной Перчихиной (группа «Вавилонская Яма») строит внушительных размеров (площадка 39х39 метров) объект «Вавилонская Яма» в станице Вешенской, осуществляет другие ленд-арт проекты. («Падение в колодец. Вавилонская Яма-3», фестиваль «Архстояние», 2009). Первая Вавилонская Яма была построена в 2002 году, она расположена на обрыве холма над Плещеевым озером (Ярославская область, Переславский р-н, деревня Криушкино).
Игорь Иогансон — художник ощущений, размышлений и идей. Его художественный код — это легкость в использовании тяжелых материалов, свобода в использовании нетрадиционных материалов и осмысление стихий.
Работы Игоря Иогансона хранятся в музеях и частных коллекциях в России и за рубежом (Германия, Швеция, Израиль, США).
Живет и работает в Москве.

## Персональные выставки
- 2022 — «Другое дерево». Государственный институт искусствознания, Москва.[3]
- 2019 — «Из жизни заборов. Притчи и правдивые истории»  Зверевский центр современного искусства, Москва.[4]
- 2018 — Персональная выставка. Галерея XXI век, Санкт-Петербург.
- 2011 — «Рефрены и отголоски. Визуальная поэзия». Ярославский музей-заповедник, выставочный зал отдела древнерусской литературы, Ярославль.[5][6]
- 2001 — «Вне строк». Зверевский центр современного искусства, Москва.
- 1998 — «Первопечатная машина. Зеркало любви», Екатеринбург.
- 1998 — «Про Ангелов». Галерея Еврокон, Екатеринбург.
- 1997 — «Жизнь среди камней». Галерея Спайдермаус, Москва.
- 1997 — «Жизнь среди камней», Ижевск.
- 1996 — «Похороны Богини». Галерея Спайдермаус, Москва.
- 1994 — «В Отсутствии Хроноса». Галерея Спайдермаус, Москва.
- 1992 — «Отсутствие Хроноса». Инсталляция. Москва.
- 1992 — «Отражение деструкции классики. Архаика и Рим». Игорь Иогансон (скульптура), Игорь Данилов (фотография). Выставочный зал «На Каширке», Москва.
- 1991 — Персональная выставка. Кардиоцентр, Москва.
- 1966 — Персональная выставка. Дубна.

## Книги и публикации (литература, книжность, текст, слово)
Печатался в журналах «Комментарии», «Кукарт»,«Арион»,  «Комод», «Меценат и мир», «Волга», «Дирижабль», «Новая кожа», «Околоколомна», «Дети Ра», «Топос», а также в изданиях, посвящённых современному искусству
Прозу пишет с конца 90–х. «Деточка на шаре», «Глазами папы (киносценарии)», «Советы и правила», «Гусеница» и «Сербский» составили пятитомник «Неполное собрание», вышедший коллекционным тиражом (20 именных и 30 нумерованных экземпляров в издательстве журнала «Комментарии»). Книги: «Межсонетье», «Отсутствие Хроноса», «Первопечатная машина» (визуально-литературный проект), двухтомник «Рефрены» , «Четыре венка» (сонеты), более 70  малоформатных книг с иллюстрациями автора (изд. «Мы–ж»).
Его поэтические выступления и литературные перформансы пользуются огромной популярностью.

## Семья
- Борис Владимирович Иогансон (1893—1973) — дед, русский и советский художник и педагог, один из ведущих представителей направления социалистического реализма в живописи. Народный художник СССР.
- Андрей Борисович Иогансон — отец, русский и советский художник.
- Иогансон, Борис Игоревич — сын, российский историк искусства.
- Иогансон, Татьяна Игоревна — дочь, хирург-онколог, доктор медицинских наук (Германия)

## Цитаты
- «… Мой жанр – самопознание в любых формах, что попадет в руки и в голову: слово, камень, дерево, металл, тряпки… мотивы, возникающие неизвестно откуда в процессе тактильном, визуальном, слуховом, обонятельном. Можно хоть краешком понять кто ты есть; умозрительно это невозможно. Случилось так, что я живу почти во всех гуманитарных аспектах: писал песни, стихи, поэмы, сонеты, владею твердыми материалами и обращаюсь к ним по мере каких-то спонтанно возникающих откровений …»[16] — И. А. Иогансон, 2020
- «… Игорь Иогансон никогда не был так уж привязан к своей профессии скульптора: «Профессии не играют роли в самооткровениях, которыми мы занимаемся. Другого нет ничего». Он работал в разном материале и с разной материей — лепил, возводил и строил, писал (стихи и прозу), нанимался в экспедиции, где осваивал все новые и новые навыки, от геодезиста до золотоискателя …»[17] —  Е. Надеждина, 2022.
- «… Фигуративные работы Игоря Иогансона собраны в галерее «Спайдермаус» («Spider & Mouse»), созданной совместно с художницей и арт-критиком Мариной Перчихиной (Мыщь) на Ленинградском проспекте. На этой известной в 90-е площадке московского андеграунда старые вещи Иогансона включались в ранее не свойственную им среду, становясь частью перформанса или инсталляции («В Отсутствии Хроноса", 1994). На выставке «Жизнь среди камней» (1997) появились скрижали — сакральные и псевдо-сакральные тексты, как бы впечатанные в камень. Деревянные дощечки с текстом, насаженные как цветы или листья на железные стержни, стали частью перформанса «Подул ветерок» (1997). «Как-то так переплелись в моей творческой биографии, — говорит художник, — монументальная скульптура, моментальное рисование и ментальная поэзия». Были еще и проза, сценарии абсурдистских пьес, киносценарии — всего набралось около 70 наименований малоформатных коллекционных авторских книг …»[17]  —  Е. Надеждина, 2022.

## Галерея
- Иогансон И.А. Андрей Красулин, (Москва), 1985 30х16х18 см
- Иогансон И.А. Агасфер 30,5х30х22 мрамор
- Иогансон И.А. Тайга 62х31х31см., вьетнамский вяз, 1968
- Иогансон И.А. Капелька, 40х65х28 см, 1963, вьетнамский вяз
- Иогансон И.А. Возникновение 1972, 38х30х27 см, мрамор
- Иогансон И.А. Афина Паллада, 1986, 38х35х20 см, вьетнамский вяз
- Иогансон И.А.Славянский воин, 1970-е, 33х22х29 см, гранит
- Иогансон И.А. Плывущая Европа, 1963, 20х78х9 см, вьетнамский вяз
- И.А. Иогансон Долгое ожидание, 1970, 98х37х22 см, вьетнамский вяз
- Скульптура, инсталляция. 1990, Арт-пространство Спайдермаус, Москва
- Скульптура, инсталляция. 1990, Арт-пространство Спайдермаус, Москва
- И.А. Иогансон В отсутствии Хроноса. Арт-пространство Спайдермаус, Москва
- И.А. Иогансон В отсутствии Хроноса, 1992, инсталляция, Арт-пространство Спайдермаус, Москва
- Надгробный памятник альпинисту Виталию Абалакову, 1993. Бронза, камень. Кунцевское кладбище, Москва
- Иогансон И.А. Передвижная библиотека деревянных книг 2010, Размеры деревянных книг 20х30 х10 см в развороте. 30 объектов
- Иогансон И.А Подул ветерок (книга-мобиль), 2010, дерево
- Группа «Вавилонская Яма» (И. Иогансон, М. Перчихина), Вавилонская Яма - 1, Криушкино, 2002-2021
- Иогансон И.А, Объект, 2021, деревня Криушкино
- Иогансон И.А. Четвероногий циклоп и Соглядатай, Криушкино, 2020